# Refugio en la roca en Diepkloof

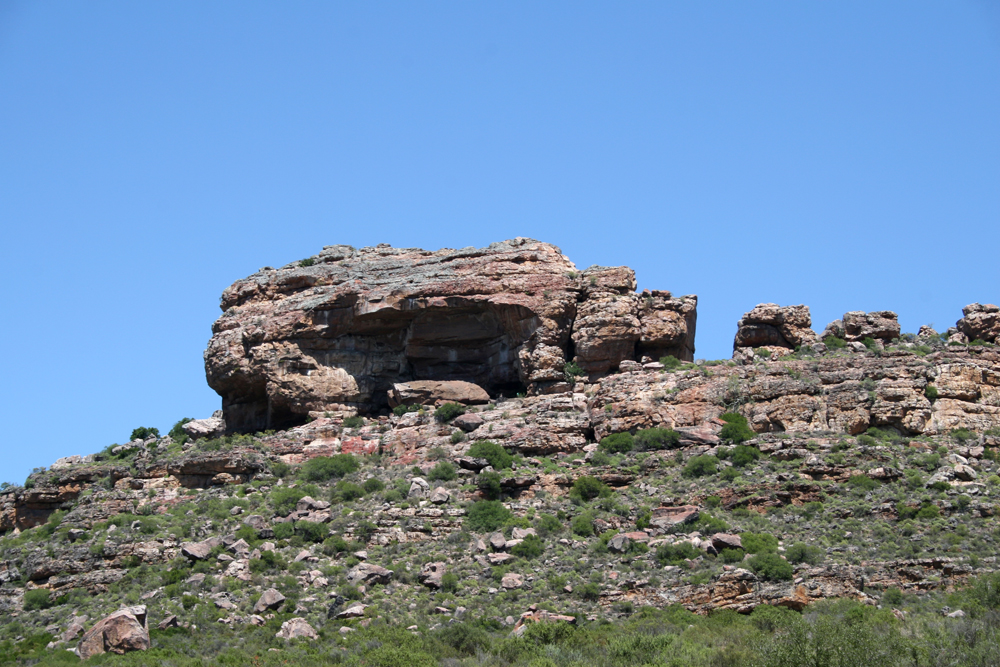
Vista general del Refugio en la roca en Diepkloof

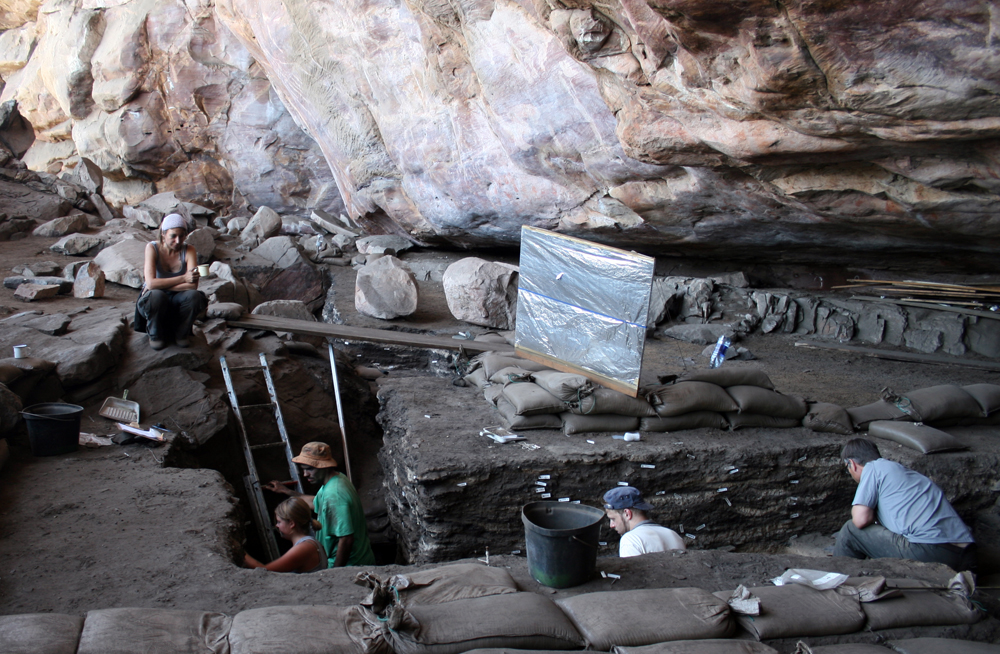
Vista general de la excavación durante la temporada de 2009

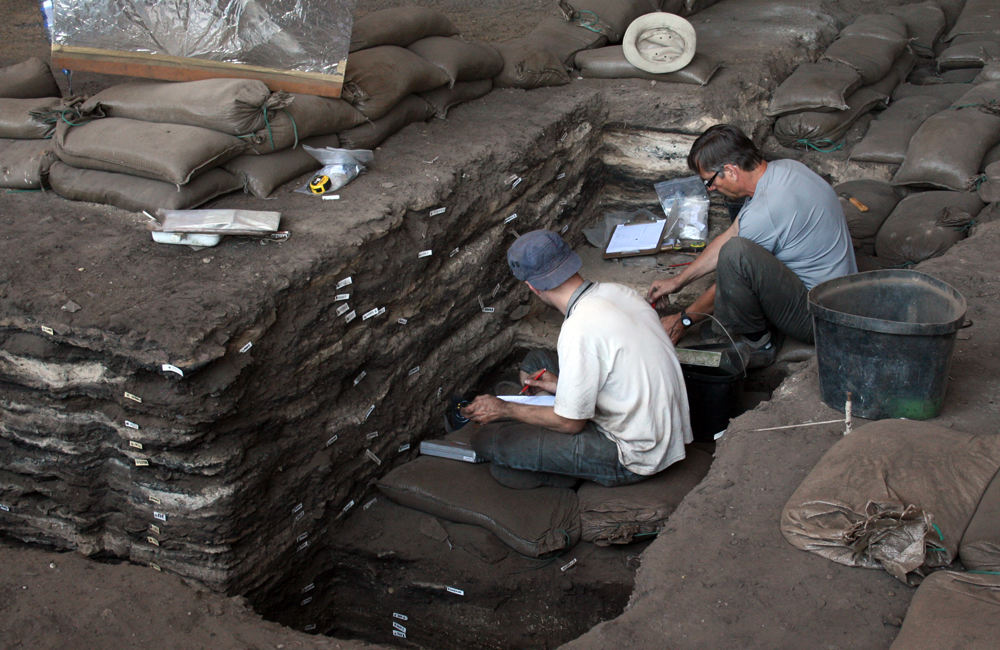
Excavación de la parte superior

El Refugio en la roca en Diepkloof es una cueva de roca en Provincia Occidental del Cabo, Sudáfrica en la cual, se han encontrado algunos de los primeros indicios de la utilización humana de los símbolos, en la forma de patrones grabados en contenedores de agua de huevos de avestruz. Tienen un tiempo de 60 000 años. 
Los patrones simbólicos consisten en líneas cruzadas en ángulos rectos o ángulos oblicuos. Se ha sugerido que "por la repetición de este motivo, los primeros humanos estaban tratando de comunicar algo. Quizás estaban tratando de expresar la identidad del individuo o del grupo."

## Descripción del sitio
La cueva está a unos 17 km de la costa del Atlántico en una zona semiárida, cerca de Elands Bay cerca de 150 km al norte de Ciudad del Cabo. Se presenta en areniscas cuarcíticas en una colina en un butte que está en dirección este a 100 m del río Verlorenvlei. Contiene una de las "secuencias más completas y continuas de la Edad de Piedra en el sur de África." 
Fue excavada por primera vez en 1973 por John Parkington y Cedric Poggenpoel. Desde 1999 ha sido investigada en una colaboración entre el Departamento de Arqueología en la Universidad de Ciudad del Cabo y el Instituto de Prehistoria y Geología Cuaternaria en la Universidad de Burdeos.

## Flora local
La preservación de la materia orgánica como la madera, hierba, semillas y frutos en el sitio han sido descritas como "excepcionales". 